# Crocidura beccarii
Crocidura beccarii е вид бозайник от семейство Земеровкови (Soricidae).

## Разпространение
Видът е разпространен в Индонезия.